# 선양시 조선족 연의회
선양시 조선족 연의회(沈阳市朝鲜族联谊会)는 중국 랴오닝성 선양시에 위치한 조선족들의 사단법인을 받은 모임 단체이다.
여러 경제 및 문화 교류를 펼치며, 주로 선양시에 거주하는 조선족들을 대상으로 스포츠 및 민속 활동을 진행하기도 한다. 대표적인 행사는 영신례 문예 만회와 심양시 조선족 민속 문화절이 있으며, 그외에도 여러 형편이 어려운 사람들을 대상으로 자원봉사 등의 활동을 진행한다.

## 참고 자료
- “심양시 조선족 연의회”. 세계민족문화대사전.